# Datsolalee (cràter)
Datsolalee és un cràter d'impacte en el planeta Venus de 17,5 km de diàmetre. Porta el nom de Dat So La Lee (1835-1925), cistellera washo, i el seu nom va ser aprovat per la Unió Astronòmica Internacional el 1994.